# Johannes Adam (Fechter)
Johannes „Johann“ Adam (* 1871; † nach 1921) war ein deutscher Fechter. Er nahm an den Olympischen Spielen 1908 in London und Olympischen Spielen 1912 in Stockholm teil. Sein Verein war der Dresdner Fecht-Club.

## Erfolge
Vor dem Ersten Weltkrieg nahm Adam an zahlreichen Turnieren teil: 1907 gewann Adam bei einem Fechtturnier in Dresden den Schönheitspreis im Florett. Bei einem nationalen Turnier in München wurde er 1908 Dritter mit dem Säbel. 1909 und 1910 nahm er an internationalen Turnieren in Offenbach, Wiesbaden und Frankfurt teil, 1911 belegte er bei einem internationalen Turnier in Dresden den 3. Platz im Florett.
Bei den deutschen Fechtmeisterschaften wurde Adam 1913 Achter und 1914 Fünfter mit dem Säbel, 1920 wurde er nochmals Achter mit dem Degen. Mit der Mannschaft des Dresdner Fecht-Clubs gewann er 1921 die deutschen Mannschaftsmeisterschaften mit dem Florett.
Als Mitglied der deutschen Nationalmannschaft focht Adam 1910 in einem Länderkampf in Frankfurt gegen die Mannschaften von Österreich-Ungarn und Belgien. Beide Mannschaftskämpfe gingen verloren, die Ergebnisse der einzelnen Gefechte sind nicht bekannt. 1908 nahm Adam an den Olympischen Spielen in London im Degen- und Säbeleinzel teil, schied jedoch mit beiden Waffen bereits in der ersten Runde aus. 1912 schied er im Floretteinzel ebenfalls in der ersten Runde aus. Als Mitglied des deutschen Säbelteams wurde er Siebter.